# كيني سارجنت
كيني سارجنت (بالإنجليزية: Kenny Sargent)‏ هو مغني ودي جيه ومقدم برامج إذاعية أمريكي، ولد في 3 مارس 1906، وتوفي في 20 ديسمبر 1969.

## وصلات خارجية
- كيني سارجنت على موقع ميوزك برينز (الإنجليزية)
- كيني سارجنت على موقع أول ميوزيك (الإنجليزية)